# Věž na Dajbabské hoře
Věž na Dajbabské hoře (srbsky Торањ на Дајбабској гори) je kontrolní středisko radiového spektra, která se nachází na stejnojmenném vrcholu v blízkosti černohorského hlavního města Podgorica. Se svoji výškou 55 m je nápadným objektem, který je vidět z velké části města. Je také častou turistickou atrakcí.
Věž byla zbudována pro potřeby státní Agentury pro elektronické komunikace a poštovní služby. Stavební práce trvaly celkem tři roky; první výkop se uskutečnil v roce 2008 a věž byla dána do užívání v roce 2011. Předmětem veřejné diskuze byla celková cena projektu, která se pohybovala okolo pěti milionů eur. Slavnostní otevření věže se uskutečnilo dne 15. října 2011. V roce 2020 došlo ke kompletní rekonstrukci okolí objektu. Věž na Dajbabské hoře není otevřená pro veřejnost, ačkoliv se toto diskutuje.